# Pero obscurior
Pero obscurior là một loài bướm đêm trong họ Geometridae.